# Эннисетт-Джордж, Бриджид
Бриджид Эннисетт-Джордж (англ. Bridgid Annisette-George; род. 1958) — юрист и политик из Тринидада и Тобаго. Избранная спикером Палаты представителей Тринидада и Тобаго в 2015 году, стала второй женщиной, занимавшей этот пост, и в настоящее время является второй в мире по продолжительности нахождения на должности спикера женщиной. Ранее она была сенатором и генеральным прокурором Тринидада и Тобаго (третья женщина на этом посту), прежде чем уйти в отставку и вернуться к своей частной юридической практике.

## Биография
Аннисетт родилась на Тринидаде, училась в монастырской школе Святого Иосифа в Порт-оф-Спейн, а затем изучала право в Университете Вест-Индии. В 1981 году она получила степень бакалавра права. Аннисетт вышла замуж за инженера Ньюмана Джорджа.
Джордж стал младшим преподавателем и лектором в юридической школе Хью Вудинга и единственным практикующим юристом в фирме Messrs. G. R. Annisette & Co. В период с 1999 по 2003 год Джордж занимала пост председателя региональной корпорации Диего Мартина, а в 2003 году — комиссара Комиссии по ценным бумагам и биржам Тринидада и Тобаго. В 2007 году она стала сенатором а 8 ноября 2007 года — генеральным прокурором. Прослужив восемнадцать месяцев на этой должности, Джордж подала в отставку из-за конфликта интересов в продолжающемся расследовании, касающемся страховой компании Colonial Life (с которой были связаны некоторые члены её семьи). Коллеги оценили её за добровольное раскрытие этой информации. Она вернулась к своей частной практике.
В 2015 году Народное национальное движение получило большинство на выборах, и Джордж была приглашена баллотироваться на пост спикера палаты представителей. Впоследствии она была избрана на этот пост.